# معركة كاليان
وقعت معركة كاليان بين سلطنة مغول الهند وإمبراطورية المراثا بين عامي 1682 و 1683. هزم بهادور خان قائد سلطنة مغول الهند جيش المراثا واستولى على كاليان. حاول المراثا شن هجوم مضاد، لكنهم فشلوا وصدتهم قوات مغول الهند. 

## أنظر أيضا
- معركة سانجامنر